# 전주 인후동 석불입상
전주 인후동 석불입상(全州 麟後洞 石佛立像)은 대한민국 전북특별자치도 전주시에 있는 고려시대의 불상이다. 1984년 4월 1일 전라북도의 문화재자료 제10호로 지정되었다.

## 개요
이 석불은 부처의 서 있는 모습으로, 아주 먼 훗날에 나타나 중생을 구원한다는 미륵불을 새긴 것이다. 몸체 일부가 땅속에 묻혀 있고, 절단된 목 부분을 시멘트로 접합시켰는데, 큰 머리와 두터운 볼이 특징적이다. 불상의 옷차림은 왼쪽어깨에서 흐른 옷주름을 왼쪽팔 밑으로 드리우고 있으며, 손 모양은 오른손바닥을 앞가슴에 대고 왼손은 가슴 높이에서 굽혀 손바닥을 밖으로 향하고 있다. 훼손된 오른쪽 귀는 임진왜란 때 왜군 장수가 칼로 내리쳤다는 얘기가 전한다. 이 불상은 제작기법으로 미루어 보아 고려말의 작품으로 보인다.

## 참고 자료
- 인후동석불입상 - 국가유산청 국가유산포털